# Clytra valeriana
Clytra valeriana es un coleóptero de la familia Chrysomelidae. Fue descrita científicamente por primera vez en 1832 por Ménétries.